# Shanghaï (film)
Pour plus de détails, voir Fiche technique et Distribution.
Shanghaï (The Shanghai Gesture) est un film américain en noir et blanc réalisé par Josef von Sternberg, sorti en 1941.

## Synopsis
Shanghaï, enclave internationale à la population cosmopolite, est en proie au crime. Un gigolo, « Docteur Omar » (Victor Mature), soudoie la police pour qu'elle n'emprisonne pas Dixie Pomeroy (Phyllis Brooks), une showgirl, qu'il dirige dans le casino d'une dragonnière, « Mother Gin Sling » (Ona Munson).
Au casino, Omar attire l'attention d'une belle jeune femme privilégiée (Gene Tierney), fraîchement sortie d'une école européenne. Elle est à la recherche de sensations fortes. Lorsqu'on lui pose la question, elle répond qu'elle s'appelle "Poppy" Smith.
Pendant ce temps, Gin Sling est informée qu'elle doit transférer son établissement dans le secteur chinois, beaucoup moins convoité. Elle dispose de cinq ou six semaines, jusqu'au Nouvel An chinois, pour s'exécuter. Gin Sling est persuadée de pouvoir déjouer cette menace qui pèse sur son gagne-pain et ordonne à ses sous-fifres de découvrir tout ce qu'ils peuvent sur l'homme qui est derrière tout cela, l'Anglais Sir Guy Charteris (Walter Huston), un riche entrepreneur qui a acheté un grand quartier de Shanghaï où se trouve sa salle de jeu. Dixie s'avère être une source d'information inattendue ; Charteris l'avait invitée à dîner à plusieurs reprises, avant de la larguer pour éviter qu'elle ne rencontre sa fille nouvellement arrivée, Poppy, dont le vrai nom est Victoria Charteris. D'après la description de Dixie, Gin Sling comprend que Charteris est quelqu'un de son passé.
Pendant ce temps, Poppy tombe amoureuse d'Omar et devient dépendante du jeu et de l'alcool. Bien que cette femme gâtée méprise ouvertement le propriétaire du casino, Gin Sling lui accorde un crédit pour couvrir ses pertes de plus en plus importantes.
Gin Sling invite Charteris et d'autres dignitaires importants à un dîner pour le Nouvel An chinois. Charteris commence par décliner l'invitation, puis sa curiosité prend le dessus. Au cours du dîner, elle révèle son passé honteux. Charteris, qui se faisait alors appeler Victor Dawson, l'avait épousée. Un jour, il l'a abandonnée, s'emparant de son héritage, la laissant seule et sans ressources. Pensant que son bébé était mort et obligée de faire ce qu'il fallait pour survivre, elle a erré d'un endroit à l'autre, jusqu'à ce qu'elle atteigne Shanghai. Là, Percival Howe a eu confiance en elle et l'a soutenue financièrement, ce qui lui a permis de gravir les échelons jusqu'à son poste actuel.
Pour assouvir sa vengeance, elle fait venir Victoria. Victoria affiche ouvertement son attirance pour Omar et ridiculise son père. Alors que Charteris raccompagne sa fille volage, il demande en privé à Van Elst de venir à son bureau le lendemain matin pour récupérer un chèque de 20 000 livres sterling pour Gin Sling et lui dire que « les fonds qu'elle prétend que j'ai pris sont, et ont toujours été sur un compte à son nom » dans une banque du nord de la Chine.
Malgré cela, Victoria le défie et retourne à l'intérieur, où les autres invités sont partis. Lorsqu'il tente de la récupérer, il est confronté à Gin Sling. Il lui révèle alors que leur bébé a été retrouvé vivant et placé dans un hôpital où Charteris l'a trouvée et l'a élevée loin de la Chine. Victoria est la propre fille de Gin Sling.
Gin Sling tente ensuite de parler seule à Victoria, lui révélant qu'elle est sa mère, mais lorsque la jeune femme continue de l'insulter, Gin Sling la tue d'un coup de feu. La Dame au dragon fait alors remarquer à Howe qu'il s'agit là d'une situation à laquelle elle ne peut échapper par la corruption. Le coolie musclé, qui se tient à l'extérieur avec Charteris, prononce la dernière réplique, d'une ironie mordante : "Vous aimez le Nouvel An chinois ?", alors que Charteris réalise ce qui s'est passé.

## Fiche technique
- Titre : Shanghaï[1]
- Titre original : The Shanghai Gesture
- Réalisation : Josef von Sternberg
- Assistants réalisateurs : Charles Kerr, Fred Pressburger
- Scénario : Josef von Sternberg, Geza Herczeg, Jules Furthman et Karl Vollmöller, d'après la pièce homonyme de John Colton, Editions Boni & Liveright, 1926, 256 p.
- Producteur : Arnold Pressburger pour Arnold Pressburger Productions, Inc.
- Distribution : États-Unis : United Artists, France : Kléber Films
- Musique composée et dirigée par : Richard Hageman
- Photographie : Paul Ivano
- Montage : Sam Winston[2]
- Décors : Boris Leven (maquettes), Howard Bristol (décorateur de plateau)
- Costumes : Luis Royer (pour Una Munson), Oleg Cassini (pour Gene Tierney)
- Format : Son : C.A. Noyes
- Pays de production :  États-Unis
- Tournage : d'août à octobre 1941
- Langue : anglais, français, chinois
- Format : noir et blanc - 35 mm - son : mono
- Genre : Film noir et drame
- Durée : 99 minutes
- Dates de sortie : 
  - États-Unis : 25 décembre 1941
  - France : 7 avril 1948

## Distribution
Les VF indiquées ci-dessous proviennent d'un redoublage effectué en 1987.
- Ona Munson (VF : Régine Blaess) : 'Mother' Gin Sling, l'énigmatique tenancière du casino de Shanghai
- Victor Mature (VF : Régis Lang) : le docteur Omar, un playboy égyptien indolent
- Gene Tierney : Poppy Smith (Victoria Charteris), une jeune Anglaise sophistiquée qui sombre dans l'enfer du jeu
- Walter Huston (VF : Raoul Guillet) : Sir Guy Charteris (Victor Dawson), un riche industriel
- Phyllis Brooks (VF : Marie Madeleine Burguet) : Dixie Pomeroy, une chorus girl à la dérive qui échoue à Shanghai
- Albert Bassermann (VF : Michel Muller) : le commissaire Van Elst
- Maria Ouspenskaya : l'Amah
- Eric Blore (VF : Yves Barsacq) : Caesar Hawkins, le comptable
- Ivan Lebedeff (VF : Julien Thomast) : Boris, un joueur
- Mike Mazurki (VF : François Jaubert) : le coolie
- Clyde Fillmore (VF : Pierre Loray) : Percival Montgomery Howe, le « Comprador »
- Grayce Hampton (VF : Françoise Fleury) : Lady Blessington, une grande dame
- Rex Evans (VF : Jacques Feyel) : M. Jackson, le conseiller
- Mikhail Rasumny : Mischa Vaginisky, l'expert
- Michael Dalmatoff (VF : Igor de Savitch) : le barman
- Marcel Dalio (VF : Jacques Bernard) : Marcel, le croupier

Et, parmi les acteurs non crédités :
- John Abbott : le cavalier de Poppy
- Mimi Aguglia : une cliente du casino
- Brooks Benedict : un client du casino
- Jean De Briac (VF : Gilbert Levy) : De Micheaux
- Steven Geray : l'homme qui aide Boris au casino
- Sam Harris : un joueur
- Leyland Hodgson : Ryerson
- Albert Pollet : le joueur au monocle
- Emil Rameau : le joueur de roulette
- Roland Got (VF : Frédéric Popovic) : Kim Chee, le serveur

## Distinctions
- Oscars du cinéma (Academy Awards) 1943 : Boris Leven est nommé pour la meilleure direction artistique et Richard Hageman pour la meilleure musique originale.

## Source
- Shanghaï et l'affiche française du film, sur EncycloCiné